# Sheikhupura
Sheikhupura (in urdu شيخوپورہ) è una città del Pakistan, situata nella provincia del Punjab.